# 야마사키역
야마사키역(일본어: 山崎駅 야마사키에키[*])은 일본 홋카이도 후타미 군 야쿠모정에 있는 홋카이도 여객철도 하코다테 본선의 철도역이다.

## 역 구조
2면 3선의 혼합식 승강장이 있는 지상역이며, 구내에는 건널목이 남아있다. 작은 역사가 있는 무인역이다.

### 승강장
| 상행 | ■ 하코다테 본선 | 모리 · 오누마 · 하코다테 방면 |
| 하행 | ■ 하코다테 본선 | 군누이 · 오샤만베 방면        |

## 역 주변
- 야쿠모 정립 야마사키 초등학교
- 야마사키 강
- 야마사키 목장

## 역사
- 1904년 10월 5일 - 홋카이도 철도의 일반역으로 개업.
- 1907년 7월 1일 - 홋카이도 철도 국유화.
- 1962년 12월 1일 - 화물 취급 폐지.
- 1984년 2월 1일 - 소화물 취급 폐지.
- 1987년 4월 1일 - 일본국유철도 분할 민영화로 홋카이도 여객철도가 계승.
- 1992년 4월 1일 - 간이 위탁 폐지, 무인화.
- 2007년 10월 - 역 번호 부여. H52.

## 인접한 역
| 홋카이도 여객철도 하코다테 본선 | 홋카이도 여객철도 하코다테 본선 | 홋카이도 여객철도 하코다테 본선 |
| ------------------------------- | ------------------------------- | ------------------------------- |
| H54 야쿠모 하코다테 방면        | ■ 하코다테 본선                 | H51 구로이와 오샤만베 방면      |